# Mutos
Mutos település Romániában, Szilágy megyében.

## Fekvése
Szilágy megyében, a Szilágy-patak bal parta közelében, Hadadgyőrtelek és Szilágycseh között fekvő település.

## Története
Mutos nevét az oklevelek 1387-ben említették először Mutos néven.
1401-ben Mutus, 1405-ben Mathos, 1423-ban Muto, 1475-ben Mytus néven írták nevét.
1423 körül a Kusalyi Jakcs család birtoka volt.
1441-ben Szolnok vármegyéhez, 1418-ban Középszolnok vármegyéhez tartozó helység volt. 
1387-ben Aranyos vára, 1545-ben, 1570-ben és 1575-en Hadad vára tartozéka volt.
1604-ben Wesselényi család birtoka volt.

## Nevezetességek
- Görögkatolikus kőtemploma 1840-ben épült.  Anyakönyvet 1824-től vezetnek.